# Maurício nos Jogos Olímpicos de Verão de 2004
Maurício competiu nos Jogos Olímpicos de Verão de 2004, em Atenas, na Grécia.